# Regla de las tres erres

Tratamiento de residuos con las 3R (reducir, reutilizar, reciclar).

La regla de las tres erres, también conocida como las tres R de la ecología, o simplemente 3R, es una propuesta sobre hábitos de consumo, (reducir, reutilizar y reciclar) popularizada por la organización ecologista Greenpeace, que pretende desarrollar hábitos como el consumo responsable. Este concepto hace referencia a estrategias para el manejo de residuos que buscan ser más sustentables con el medio ambiente, y específicamente dar prioridad a la reducción en el volumen de residuos generados. Durante la Cumbre del G8 en junio de 2004, el primer ministro de Japón Koizumi Junichiro presentó la iniciativa de las tres erres que busca construir una sociedad orientada hacia el reciclaje. En abril de 2005 se llevó a cabo una asamblea de ministros en la que se discutió con Estados Unidos, Alemania, Francia y otros 20 países la manera en que se puede implementar de manera internacional acciones relacionadas con las tres erres.
Con posterioridad al surgimiento de este concepto ha surgido una ampliación llevando la propuesta a  tres erres.

## Las tres R
Las tres R (Reducir, Reutilizar y Reciclar) es una regla para cuidar el medio ambiente, específicamente para reducir el volumen de residuos o basura generada, aunque también aplica para otro tipo de recursos como agua y energía. En pocas palabras, las 3R pretenden desarrollar hábitos de consumo responsable y te concientizan a tirar menos basura, ahorrar dinero y ser un consumidor más responsable, así reduciendo tu huella de carbono. 

### Reducir
Si reducimos el problema, disminuimos más el impacto en el medio ambiente. Los problemas de concientización habría que solucionarlos empezando por esta erre. La reducción puede realizarse en dos niveles: reducción del consumo de bienes o de energía. Actualmente la producción de energía produce numerosos desechos (desechos nucleares, dióxido de carbono...). El objetivo sería: 
- Reducir o eliminar la cantidad de materiales destinados a un uso único (por ejemplo, los embalajes).
- Adaptar los aparatos en función de sus necesidades (por ejemplo, poner lavadoras y lavavajillas llenos y no a media carga).
- Reducir pérdidas energéticas o de recursos: de agua, desconexión de aparatos eléctricos en modo de espera, conducción eficiente, desconectar transformadores, etc.

Ejemplo: reducir la emisión de gases contaminantes, nocivos o tóxicos evitará la intoxicación animal o vegetal del entorno si llega a cotas no nocivas. Países europeos trabajan con una importante política de la reducción y con el lema: La basura es alimento (para la tierra) producen productos sin contaminantes (100 % biodegradables), para que cuando acabe su vida útil no tenga impacto en el medio o este sea lo más reducido posible.

### Reutilizar
La segunda R más importante, debido a que también reduce impacto en el medio ambiente, indirectamente. Esta se basa en reutilizar un objeto para darle una segunda vida útil. Todos los materiales o bienes pueden tener más de una vida útil, bien sea reparándolos para un mismo uso o con imaginación para un uso diferente.
Ejemplos: utilizar la otra cara de las hojas impresas, rellenar botellas,etc.
Las botellas desechables se pueden convertir en ladrillos ecológicos si en su interior se les ponen todas las bolsas de plástico que ya no se usan. Las cajitas o frascos de PVC, metal o plástico se pueden pintar o decorar con técnicas de decoupage y utilizarse nuevamente ahora para guardar distintos elementos. Con palos de madera se pueden hacer muebles o suelas de calzado con neumáticos usados.

### Reciclar
Esta es la R más importante debido a que el sistema de consumo actual ha preferido usar envases de materiales reciclables (plásticos y briks, sobre todo), pero no biodegradables. De esta forma se necesita más personal y energía en el proceso.
Ejemplo: el vidrio y la mayoría de plásticos se pueden reciclar calentándolos hasta que se funden y dándoles una nueva forma.

## Las siete R
En una extensión del concepto de tres R se plantea:
1. Reducir: reducir el consumo y optar por alternativas que generen menos residuos.
2. Reutilizar: reutilizar productos siempre que sea posible.
3. Reparar: reparar en lugar de desechar.
4. Reciclar: reciclar los materiales que ya no podemos reutilizar o reparar.
5. Repensar: sobre todo, en los hábitos de consumo y alternativas más sostenibles.
6. Recuperar: materiales valiosos al final de su vida útil.
7. Responsabilizarse: asumir la responsabilidad en las acciones y su impacto en el medio ambiente y buscar que estas opciones sean positivas.